# Agricultura urbana
Agricultura urbana é a agricultura praticada no interior (agricultura intraurbana) ou na periferia (agricultura periurbana) de uma localidade, cidade ou metrópole, cultivando, produzindo, criando, processando e distribuindo uma diversidade de produtos alimentares e não alimentares, utilizando os recursos humanos e materiais, produtos e serviços encontrados dentro ou em redor da área urbana.

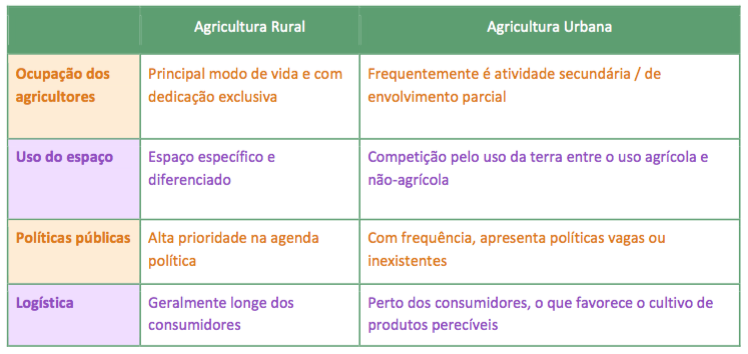
Pontos de diferenciação entre agriculturas rural e urbana. Fonte: adaptado de Campilan, Dreschel e Jocker (2002).

A agricultura urbana é realizada geralmente em pequenas áreas e destina-se sobretudo a uma produção para utilização e consumo próprio ou para a venda em pequena escala, em mercados locais. Pratica-se principalmente em quintais, em terraços ou pátios, ou ainda em hortas urbanas – espaços comunitários ou espaços públicos não urbanizados.
Um parâmetro de diferenciação importante entre a agricultura urbana e a rural é o contexto espacial em que as atividades de cultivo são realizadas. A agricultura urbana acontece dentro do perímetro definido em leis municipais (ainda que em zonas metropolitanas ou periféricas). Já a atividade rural é realizada nas zonas externas ao perímetro urbano.

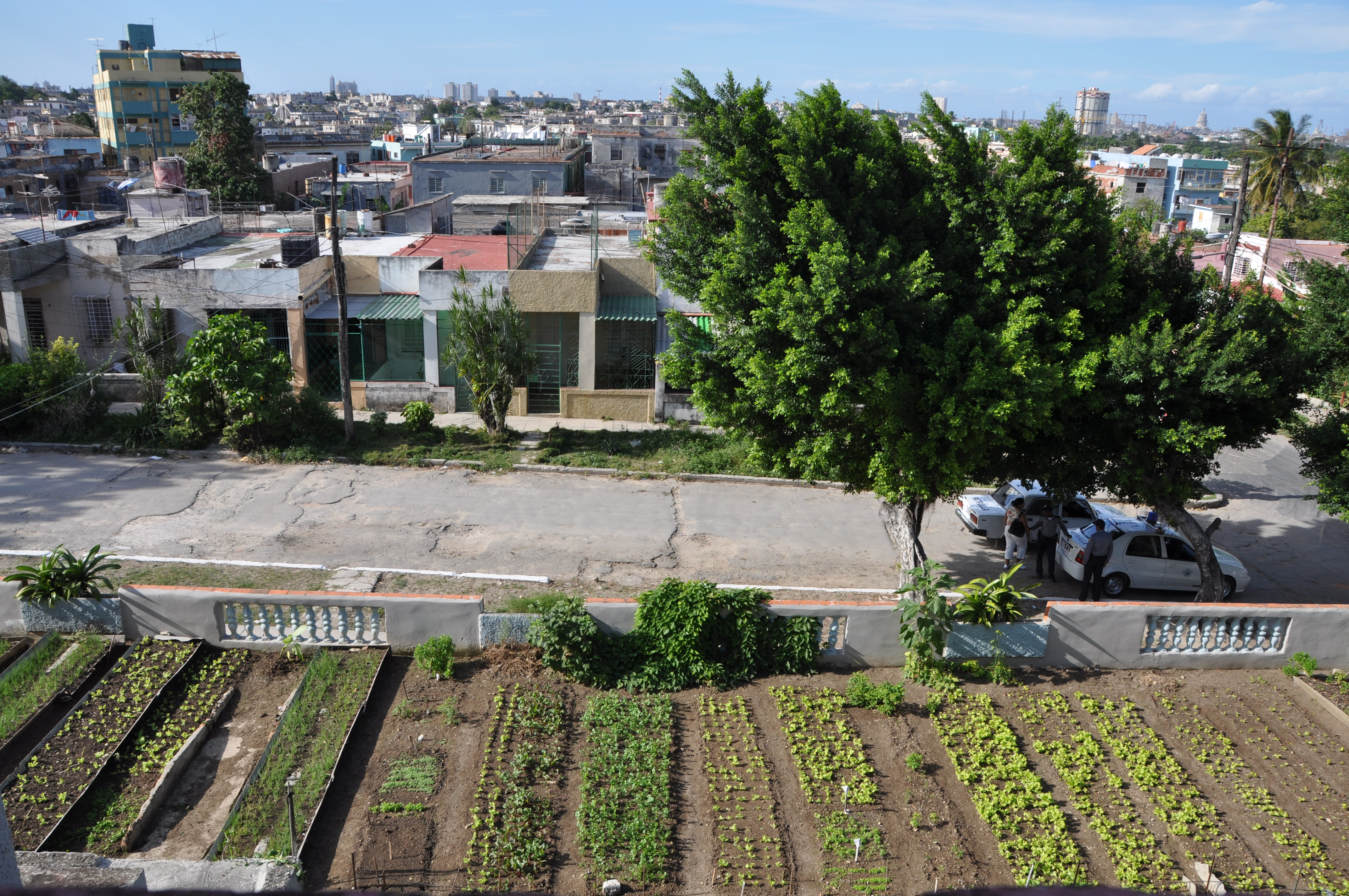
Agricultura urbana em Havana

A prática da agricultura urbana abarca também atividades como: compra e venda de insumos para cultivo, o processamento e o comércio dos resultados da produção. Inclui desde o cultivo totalmente comercial, iniciativas comunitárias entre a vizinhança, até uma produção doméstica para consumo próprio.
A agricultura urbana, em sua pluralidade, possibilita criar novos modos para as pessoas envolvidas se relacionarem socialmente. Além disso, afirmam que essa prática traz consigo uma nova maneira de se apropriar e conceber o espaço urbano, motivando outras reivindicações e reverberando simbologias político-ideológicas.
Esses fatores apontam, então, o papel da agricultura urbana para a manutenção e melhoramento da coesão social uma vez que as formas que as cidades se apresentam colaboram na moldagem do comportamento social de seus cidadãos. Desse modo, o conhecimento tácito advindo da práxis da agricultura urbana ao mesmo tempo provoca e sofre influências na configuração da cidade. Adaptam-se as técnicas, os comportamentos das pessoas envolvidas e os objetivos simbólicos de cada iniciativa, originando um saber-fazer próprio.

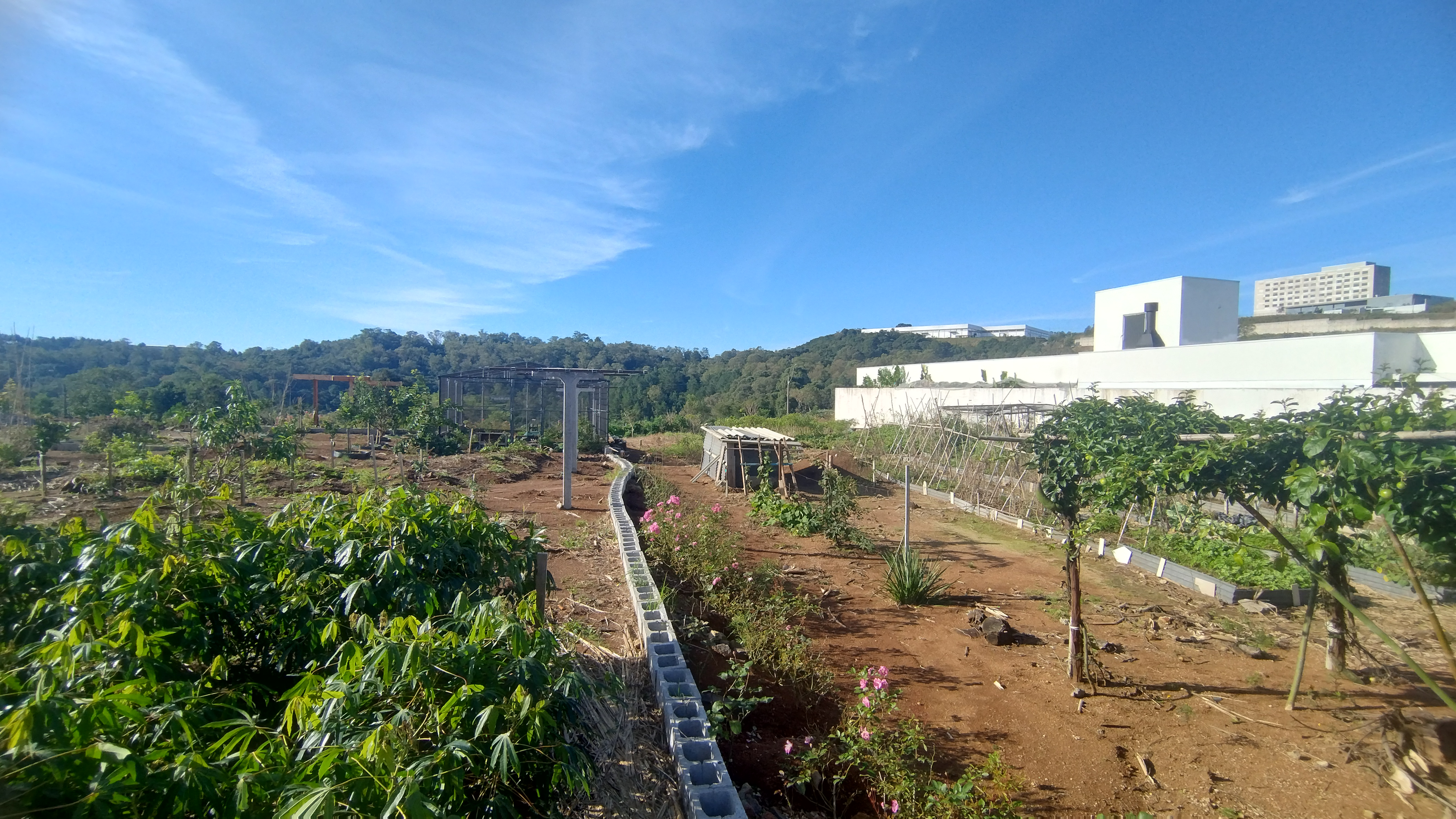
Horta urbana na região da Serra gaúcha, em Garibaldi, Rio Grande do Sul.

## História

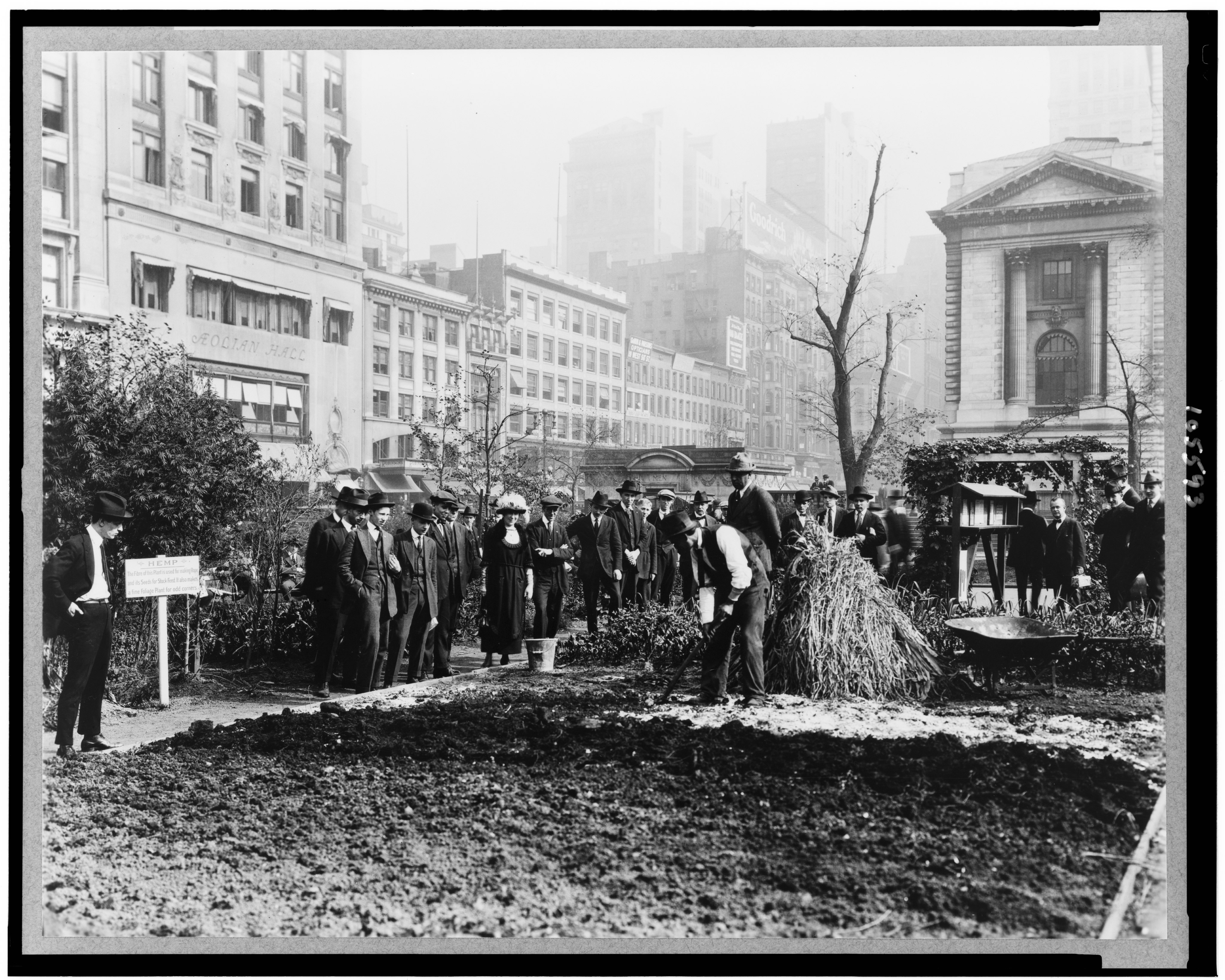
Uma demonstração de jardinagem na cidade de Nova Iorque, 1922.

Algumas das primeiras evidências de agricultura urbana vêm da Mesopotâmia. Os agricultores reservariam pequenos lotes de terra para a agricultura dentro dos muros da cidade. (3500 a.C.) Nas cidades semidesérticas da Pérsia, os oásis eram alimentados através de aquedutos que transportavam água das montanhas para apoiar a produção intensiva de alimentos, alimentada pelos resíduos das comunidades. Em Machu Picchu, a água era  conservada e reutilizada como parte da arquitetura escalonada da cidade, e canteiros de vegetais foram projetados para captar o sol, a fim de prolongar a estação de cultivo.
A ideia da produção alimentar suplementar para além das operações agrícolas rurais e das importações distantes não é nova. Foi usada durante tempos de guerra e depressão, quando surgiram problemas de escassez de alimentos, bem como em tempos de relativa abundância. As hortas em parcelas surgiram na Alemanha no início do século XIX como uma resposta à pobreza e à insegurança alimentar.
No contexto dos EUA, a agricultura urbana, como prática amplamente reconhecida, criou raízes em resposta à depressão económica de 1893-1897 em Detroit. Em 1894, o presidente da câmara Hazen S. Pingree apelou aos cidadãos periféricos de uma Detroit assolada pela depressão para emprestarem as suas propriedades ao governo municipal antes do inverno. O governo de Detroit, por sua vez, desenvolveria estes lotes como hortas improvisadas de batata - apelidadas de Pingree's Potato Patches em homenagem ao presidente - já que as batatas eram resistentes às intempéries e fáceis de cultivar. Ele pretendia que estas hortas gerassem rendimento, abastecimento de alimentos e aumentassem a independência em tempos de dificuldades. O projeto de Detroit foi suficientemente bem sucedido para que outras cidades dos EUA adotassem práticas agrícolas urbanas semelhantes. Em 1906, o Departamento de Agricultura dos Estados Unidos estimou que só mais de 75.000 escolas administravam programas de agricultura urbana para fornecer produtos frescos às crianças e às suas famílias. Contudo, só na Primeira Guerra Mundial é que a agricultura urbana dos EUA se difundiu amplamente.

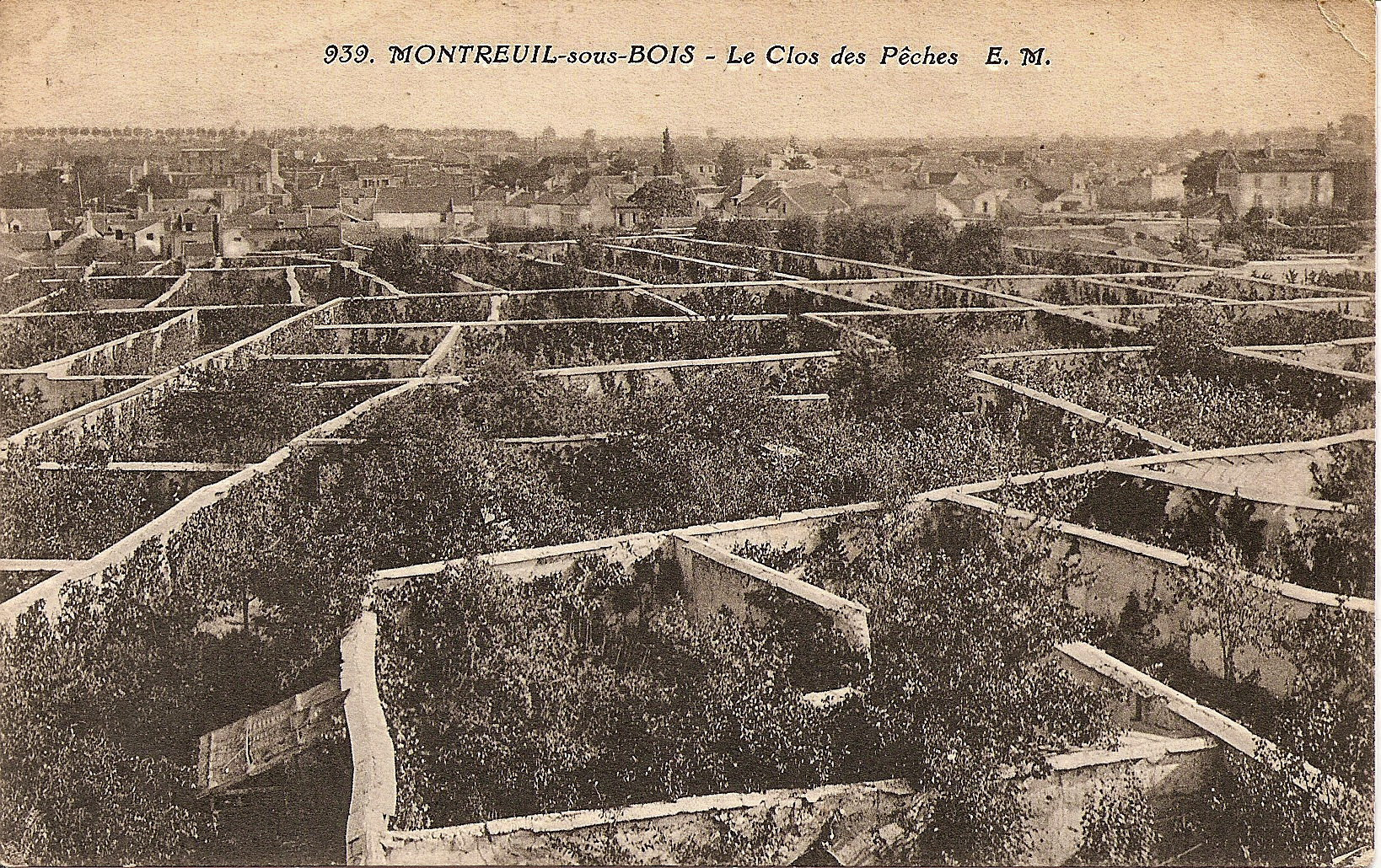
Pêssegos em Montreuil, Seine-Saint-Denis, França.

Durante a Primeira Guerra Mundial, a produção de alimentos tornou-se uma grande preocupação de segurança nacional para vários países, incluindo os EUA. O Presidente Woodrow Wilson apelou a todos os cidadãos americanos para que utilizassem qualquer cultivo alimentar aberto disponível, vendo isto como uma forma de os tirar de uma situação potencialmente prejudicial de insegurança alimentar. O National War Garden Committee da American Forestry Association organizou campanhas com mensagens patrióticas como "Semeie as Sementes da Vitória", com o objetivo de reduzir a pressão interna sobre a produção de alimentos. Ao fazê-lo, as indústrias agrícolas primárias poderiam concentrar-se no envio de rações para as tropas na Europa. Os chamados jardins da vitória surgiram durante a Primeira Guerra Mundial (emulados mais tarde durante a Segunda Guerra Mundial) nos EUA, bem como no Canadá e no Reino Unido. Em 1919, os jardins da vitória americanos somavam 5 milhões de parcelas em todo o país, e mais de 500 milhões de libras (226.796.000 quilos) de produtos foram colhidos. Os programas americanos de agricultura urbana eram tão eficientes que os excedentes alimentares eram enviados para nações europeias devastadas pela guerra, além das forças militares americanas.
Uma prática muito semelhante entrou em uso durante a Grande Depressão, proporcionando um propósito, emprego e alimento para aqueles que de outra forma ficariam sem nada durante tempos tão difíceis. Estes esforços ajudaram a elevar o ânimo e a impulsionar o crescimento económico. Mais de 2,8 milhões de dólares em alimentos foram produzidos nas hortas de subsistência durante a Depressão. O apoio público e governamental aos Jardins da Vitória (do inglês: Victory Gardens) diminuiu durante o período entre guerras, com a maioria dos locais americanos sendo reaproveitados para várias iniciativas de desenvolvimento económico.
Na Segunda Guerra Mundial, a War/Food Administration criou um Programa Nacional Victory Garden que se propôs a estabelecer sistematicamente uma agricultura funcional nas cidades. Na verdade, estes novos jardins da vitória tornaram-se a “primeira linha de defesa do país”. Mais uma vez, o governo apoiou e incentivou os Jardins da Vitória como meio de segurança nacional: a pressão interna sobre as principais indústrias agrícolas seria aliviada para aumentar ainda mais a economia de guerra. Com este novo plano em ação, cerca de 5,5 milhões de americanos participaram no movimento da horta da vitória e mais de quatro milhões de quilos de frutas e legumes foram cultivados por ano, representando 44% dos produtos cultivados nos EUA durante esse período. No período pós-guerra, o governo dos EUA deixou gradualmente de ajudar os programas de agricultura urbana, em parte devido à falta de abastecimento de guerra e em parte devido à total adesão dos EUA aos sistemas alimentares industrializados.
Nas décadas de 1950 e 1960, a agricultura urbana estava mais focada em iniciativas de base lideradas por movimentos sociais politizados, incluindo os Direitos Civis Afro-Americanos. Estes grupos beneficiaram de um grande número de terrenos baldios, deixados para trás durante um período de migração urbana para suburbana do pós-guerra. Apesar destes esforços, os terrenos baldios como um todo passaram a ser vistos como áreas degradadas e decadentes. Algumas cidades americanas, como Syracuse, Nova Iorque, apoiaram mais uma vez programas de agricultura urbana, não para segurança alimentar, mas para tornar estes terrenos baldios mais atrativos. Grupos de justiça social e ambiental, como Green Guerillas, com sede em Nova Iorque, P-Patch, com sede em Seattle, Urban Gardeners, com sede em Boston, e Philadelphia Green, com sede na Filadélfia, continuaram a moldar as práticas agrícolas urbanas americanas durante a década de 1970. Estes grupos - e muitos outros - revigoraram o interesse pela agricultura urbana, visando não apenas o desenvolvimento comunitário, mas também o combate às crises ambientais.
As iniciativas americanas de agricultura urbana durante a década de 1980 basearam-se no foco da década anterior no envolvimento da comunidade. Uma evolução natural foi que os locais de agricultura urbana assumiram funções comunitárias quotidianas e, consequentemente, exigiram mais financiamento do que os movimentos populares conseguiam reunir. O governo dos EUA criou um Programa de Hortas Urbanas, que financiou programas em vinte e oito cidades que, por sua vez, produziram cerca de vinte e um milhões de dólares em produtos. Embora alguns locais de agricultura urbana tenham sido reaproveitados para outro desenvolvimento económico, a tendência geral da década de 1980 foi uma expansão da prática. A década de 1990 deu continuidade a este crescimento de locais de agricultura urbana nos EUA, ao mesmo tempo que expandiu os seus propósitos. O resultado desta ampliação foi a divisão dos praticantes da agricultura urbana com base em motivações, estrutura organizacional e uma série de outras preocupações operacionais.
Ao longo das décadas de 2000, 2010 e 2020, os locais de agricultura urbana e os usos destes locais continuaram a crescer. Os grupos que gerem alguns locais centram-se na segurança económica e na preservação cultural dos imigrantes, como as comunidades hmong americanas em vários estados dos EUA. Outros grupos incorporam programas de agricultura urbana como parte de missões mais amplas de justiça social, como as da cidade de Wilmington, Delaware. Outros ainda procuram usar a agricultura urbana como meio de combater a insegurança alimentar em escala comunitária, como parte de objetivos mais amplos de renaturalização das cidades e das dietas humanas, entre uma infinidade de outros usos. Muita atenção tem sido dada à prática da agricultura urbana em conexão com movimentos alimentares, como redes alimentares alternativas, redes alimentares sustentáveis e movimentos alimentares locais. As redes alimentares alternativas procuram redefinir a produção, distribuição e consumo de alimentos, considerando os elementos socioculturais das comunidades e economias locais. As redes alimentares sustentáveis são um conceito relacionado, mas centram-se mais nas preocupações ecológicas. As redes alimentares locais concentram-se mais nas respostas políticas à globalização ou nas preocupações com os impactos ambientais do transporte de alimentos industrializados.

## Perspectivas

### Recursos e económica
A Urban Agriculture Network definiu a agricultura urbana como:
Uma indústria que produz, processa e comercializa alimentos, combustíveis e outros produtos, em grande parte em resposta à procura diária dos consumidores dentro de uma vila, cidade ou metrópole, muitos tipos de terras e corpos de água de propriedade pública e privada foram encontrados em todo o interior de áreas urbanas e periurbanas. Normalmente, a agricultura urbana aplica métodos de produção intensivos, frequentemente utilizando e reutilizando recursos naturais e resíduos urbanos, para produzir uma gama diversificada de fauna e flora terrestre, aquática e aérea, contribuindo para a segurança alimentar, a saúde, a subsistência e o ambiente do indivíduo, família e comunidade.
Com a crescente urbanização, os recursos alimentares nas zonas urbanas são menos acessíveis do que nas zonas rurais. Isto afeta desproporcionalmente as comunidades mais pobres, e a falta de acesso aos alimentos e o aumento do risco de desnutrição têm sido associados a desigualdades socioeconómicas. As barreiras económicas ao acesso aos alimentos estão ligadas às estruturas do mercado capitalista e conduzem a "desigualdades socioeconómicas nas escolhas alimentares", a "alimentos menos... saudáveis" e a fenómenos como desertos alimentares.
Hoje, algumas cidades têm muitos terrenos baldios devido à expansão urbana e à execução de hipotecas. Esta terra poderia ser usada para enfrentar a insegurança alimentar. Um estudo de Cleveland mostra que a cidade poderia realmente atender até 100% de sua necessidade de produtos frescos. Isto evitaria até 115 milhões de dólares em perdas económicas anuais. Usar o espaço do telhado da cidade de Nova Iorque também seria capaz de fornecer aproximadamente o dobro da quantidade de espaço necessário para abastecer a cidade de Nova Iorque com a sua produção de vegetais verdes. O espaço poderia ser ainda melhor otimizado através do uso da produção hidropónica ou de produção industrial de alimentos. O cultivo de hortas nas cidades também reduziria a quantidade de desperdício de alimentos. Para financiar estes projetos, seria necessário capital financeiro sob a forma de empresas privadas ou financiamento governamental.

### Ambiental

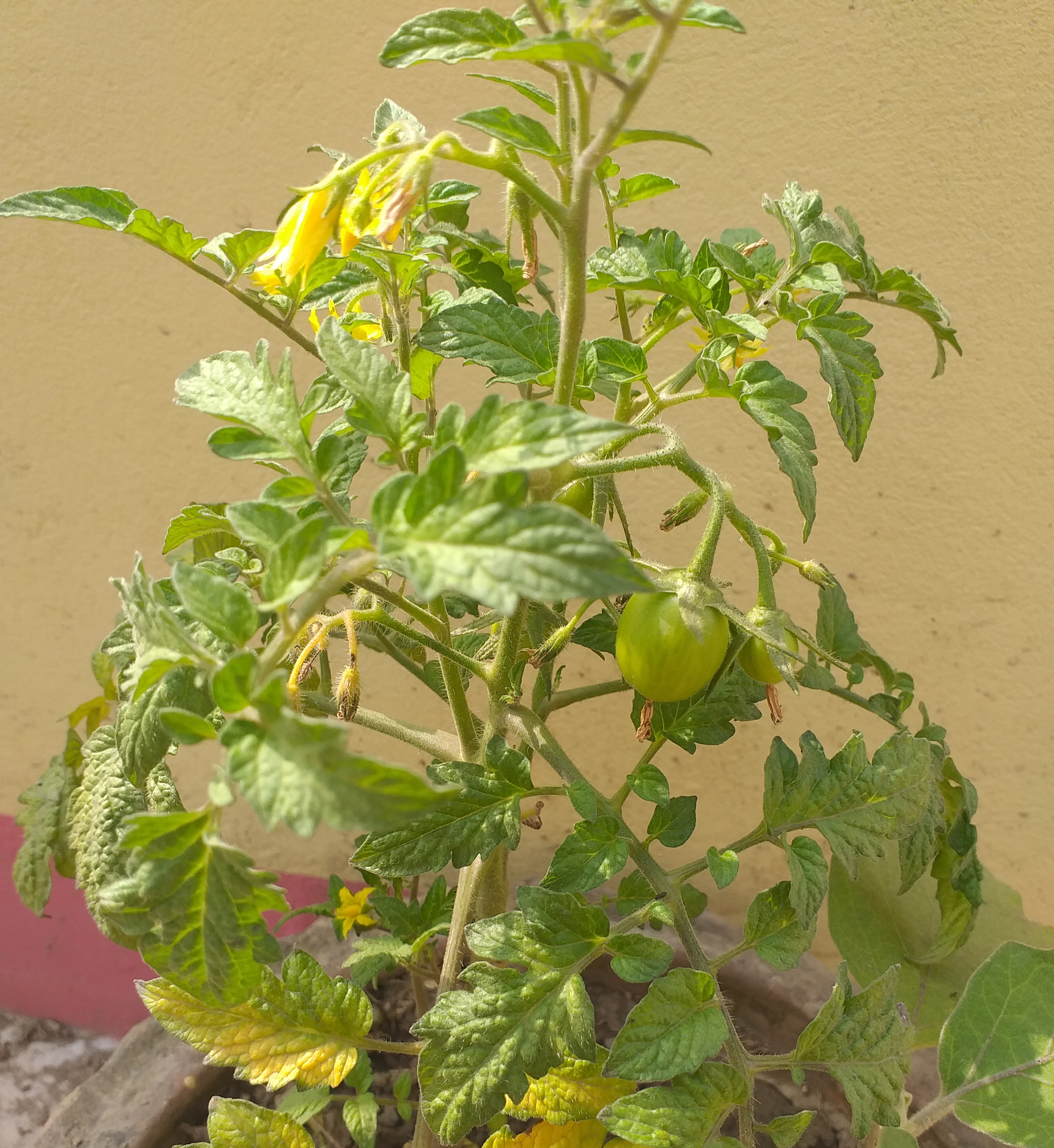
Planta de tomate no jardim do terraço em Mymensingh, Bangladesh.

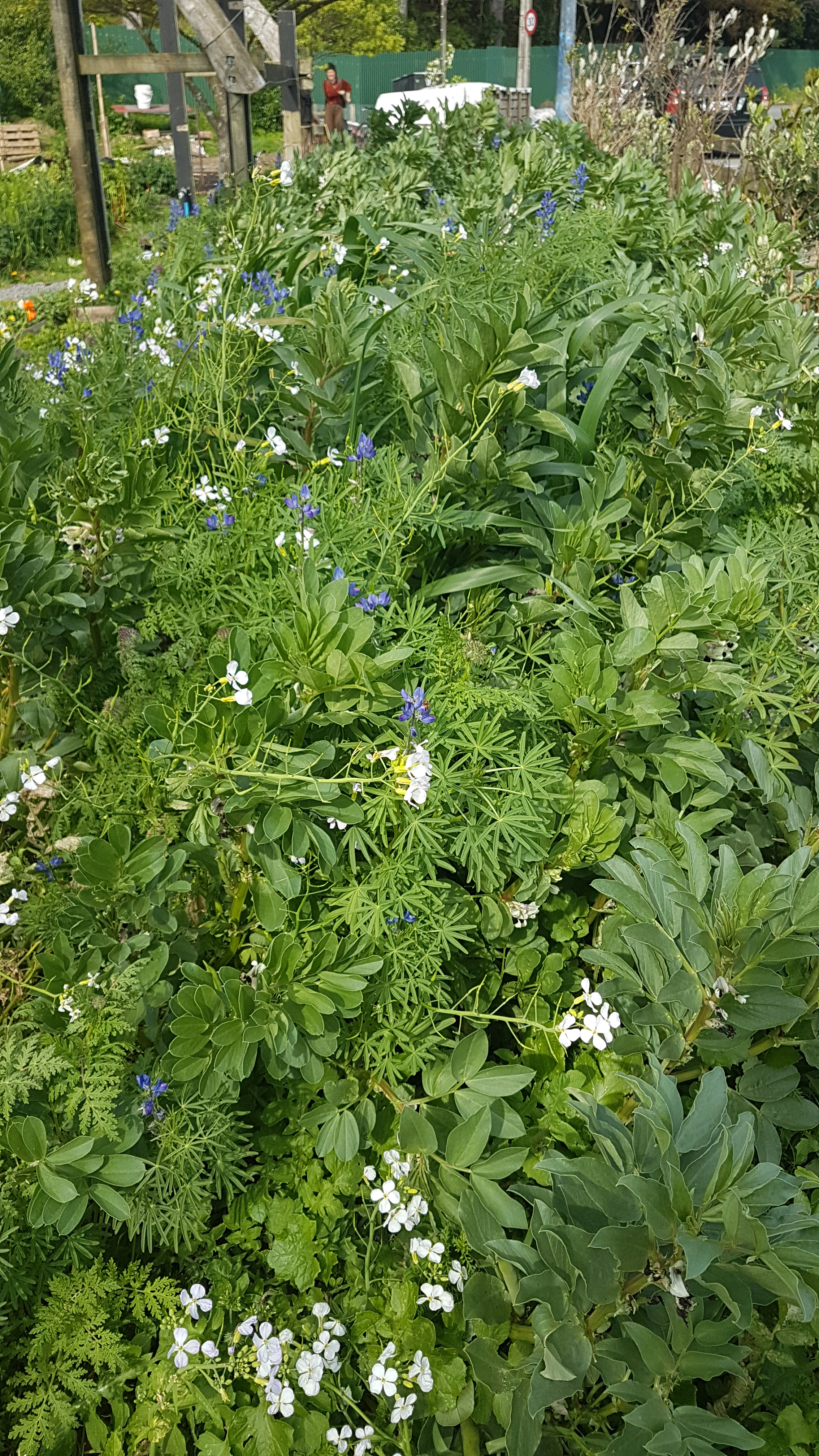
Um canteiro misto de plantas para alimentação e para abelhas e insetos numa quinta urbana comunitária na Nova Zelândia.

O Conselho de Ciência e Tecnologia Agrícola (CAST) define a agricultura urbana para incluir aspetos de saúde ambiental, remediação e recreação:
A agricultura urbana é um sistema complexo que abrange um espectro de interesses, desde um núcleo tradicional de atividades associadas à produção, processamento, comercialização, distribuição e consumo, até uma multiplicidade de outros benefícios e serviços que são menos amplamente reconhecidos e documentados. Estes incluem recreação e lazer; vitalidade económica e empreendedorismo empresarial, saúde e bem-estar individual; saúde e bem-estar comunitário; embelezamento paisagístico; e restauração e remediação ambiental.
As iniciativas modernas de planeamento e design respondem frequentemente melhor a este modelo de agricultura urbana porque se enquadra no âmbito atual do design sustentável. A definição permite uma infinidade de interpretações entre culturas e épocas. Está frequentemente ligado a decisões políticas para construir cidades sustentáveis.
As explorações agrícolas urbanas também proporcionam oportunidades únicas para os indivíduos, especialmente aqueles que vivem nas cidades, se envolverem ativamente na cidadania ecológica. Ao restabelecer a ligação com a produção de alimentos e a natureza, a horticultura comunitária urbana ensina aos indivíduos as competências necessárias para participar numa sociedade democrática. As decisões devem ser tomadas ao nível de grupo para administrar a quinta. Os resultados mais eficazes são alcançados quando se pede aos residentes de uma comunidade que assumam papéis mais ativos na exploração agrícola.

### Segurança alimentar
O acesso a alimentos nutritivos, tanto económica como geograficamente, é outra perspetiva no esforço para localizar a produção alimentar e pecuária nas cidades. O tremendo afluxo da população mundial às áreas urbanas aumentou a necessidade de alimentos frescos e seguros. A Coligação Comunitária para a Segurança Alimentar (CFSC) define segurança alimentar como:
Todas as pessoas de uma comunidade que tenham acesso a alimentos culturalmente aceitáveis e nutricionalmente adequados, através de fontes locais e não emergenciais, em todos os momentos.
As áreas que enfrentam problemas de segurança alimentar têm escolhas limitadas, muitas vezes dependendo de fast food altamente processada ou de lojas de conveniência, com alto teor calórico e baixo teor de nutrientes, o que pode levar a taxas elevadas de doenças relacionadas com a alimentação, como a diabetes. Estes problemas trouxeram o conceito de justiça alimentar que Alkon e Norgaard (2009; 289) explicam que, "coloca o acesso a alimentos saudáveis, acessíveis e culturalmente apropriados nos contextos de racismo institucional, formação racial e geografias racializadas... A justiça alimentar serve como uma ponte teórica e política entre os estudos e o ativismo sobre agricultura sustentável, insegurança alimentar e justiça ambiental."
Algumas revisões sistemáticas já exploraram a contribuição da agricultura urbana para a segurança alimentar e outros determinantes dos resultados de saúde (ver)
A agricultura urbana faz parte de uma discussão mais ampla sobre a necessidade de paradigmas agrícolas alternativos para abordar a insegurança alimentar, a inacessibilidade de alimentos frescos e as práticas injustas em vários níveis do sistema alimentar; e esta discussão tem sido liderada por diferentes intervenientes, incluindo indivíduos com insegurança alimentar, trabalhadores agrícolas, educadores e académicos, decisores políticos, movimentos sociais, organizações e pessoas marginalizadas a nível mundial.
A questão da segurança alimentar é acompanhada pelos movimentos relacionados de justiça alimentar e soberania alimentar. Estes movimentos incorporam a agricultura urbana na forma como abordam os recursos alimentares de uma comunidade. A soberania alimentar, além de promover o acesso aos alimentos, também procura abordar a dinâmica de poder e a economia política dos alimentos; tem em conta as estruturas de poder incorporadas no sistema alimentar, a propriedade da produção e a tomada de decisões a vários níveis (ou seja, cultivo, processamento e distribuição): Neste quadro, a tomada de decisões representativa e a capacidade de resposta à comunidade são características fundamentais.

### Agroecológica
A agroecologia é uma estrutura científica, movimento e prática aplicada de sistemas de gestão agrícola que busca alcançar a soberania alimentar dentro dos sistemas alimentares. Em contraste com o modelo dominante de agricultura, a agroecologia enfatiza a importância da saúde do solo, promovendo ligações entre os diversos fatores bióticos e abióticos presentes. Prioriza o bem-estar dos agricultores e dos consumidores, a revitalização do conhecimento tradicional e os sistemas de aprendizagem democratizados. A transdisciplinaridade e a diversidade de conhecimentos são um tema central da agroecologia, por isso muitas iniciativas de agroecologia urbana abordam temas de justiça social, empoderamento de género, sustentabilidade ecológica, soberania indígena e participação pública, além de promover o acesso aos alimentos. Por exemplo, a agroecologia tem sido parte integrante dos movimentos sociais em torno da procura pública de alimentos cultivados de forma sustentável, livres de pesticidas e outros produtos químicos.
Num quadro agroecológico, a agricultura urbana alivia muito mais do que simplesmente a insegurança alimentar, ao também encorajar o discurso sobre todas as facetas do bem-estar comunitário, desde a saúde física e mental até à ligação comunitária. Tem potencial para desempenhar um papel como “espaço público, como estratégia de desenvolvimento económico e como ferramenta de organização comunitária”, ao mesmo tempo que alivia a insegurança alimentar.

## Impacto

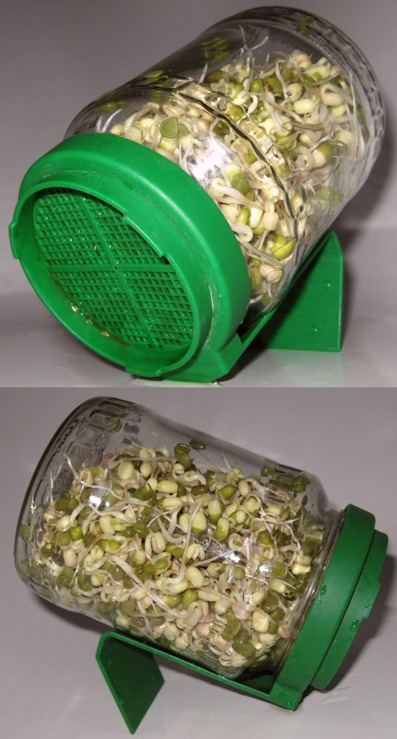
Um frasco de vidro com feijão mungo a brotar.

Em geral, a agricultura urbana e periurbana (AUP) contribui para a disponibilidade de alimentos, especialmente de produtos frescos, proporciona emprego e rendimento e pode contribuir para a segurança alimentar e nutrição dos moradores urbanos.

### Económico
A agricultura urbana e periurbana (AUP) expande a base económica da cidade através da produção, processamento, embalamento e comercialização de produtos consumíveis. Isto resulta num aumento das atividades empresariais e na criação de empregos, bem como na redução dos custos dos alimentos e na melhoria da qualidade. A AUP proporciona emprego, rendimento e acesso a alimentos para as populações urbanas, o que ajuda a aliviar a insegurança alimentar crónica e emergencial. A insegurança alimentar crónica refere-se a alimentos menos acessíveis e à crescente pobreza urbana, enquanto a insegurança alimentar de emergência está relacionada com ruturas na cadeia de distribuição de alimentos. A AUP desempenha um papel importante na disponibilização de alimentos mais acessíveis e no fornecimento emergencial de alimentos. A investigação sobre os valores de mercado para produtos cultivados em hortas urbanas atribuiu a uma horta comunitária um valor de rendimento médio entre aproximadamente US$200 e US$500 (EUA, ajustado pela inflação).

### Social

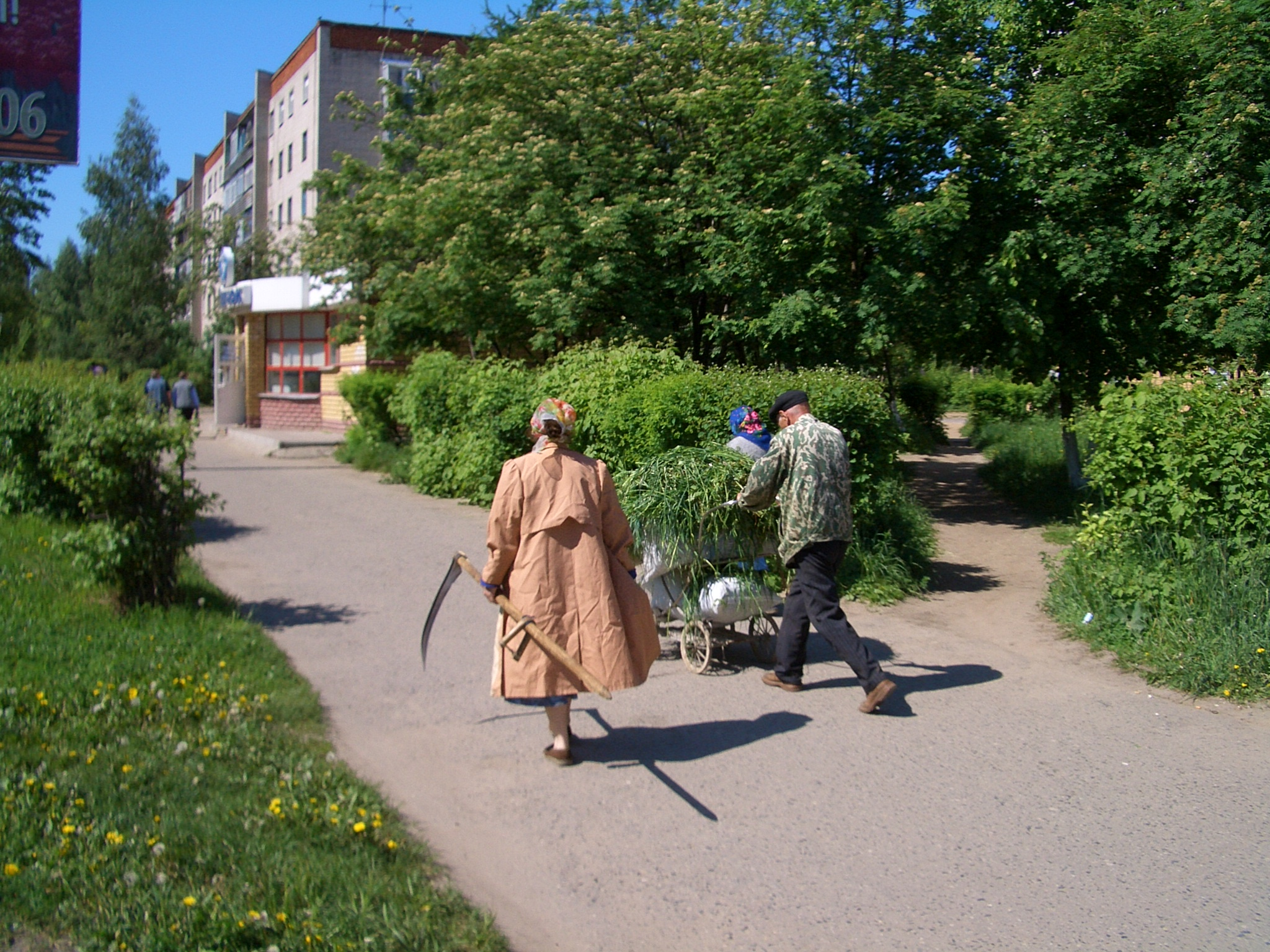
As necessidades do paisagismo urbano podem ser combinadas com as dos criadores de gado suburbanos. (Kstovo, Rússia).

A agricultura urbana pode ter um grande impacto no bem-estar social e emocional dos indivíduos. A AU pode ter um impacto global positivo na saúde da comunidade, o que impacta diretamente o bem-estar social e emocional dos indivíduos. As hortas urbanas são frequentemente locais que facilitam a interação social positiva, o que também contribui para o bem-estar social e emocional geral. Os locais de agricultura urbana foram observados por reduzirem as taxas de criminalidade em geral nos bairros locais. Muitas hortas facilitam a melhoria das redes sociais nas comunidades onde estão localizadas. Para muitos bairros, os jardins proporcionam um “foco simbólico”, o que aumenta o orgulho do bairro. A agricultura urbana aumenta a participação comunitária através de oficinas de diagnóstico ou diferentes comissões na área de hortas. Atividades que envolvem centenas de pessoas.
Quando os indivíduos se reúnem em torno da AU, os níveis de atividade física aumentam frequentemente. Isto também pode aumentar os níveis de serotonina, semelhante ao treino num ginásio. Há o elemento adicional de caminhar/andar de bicicleta até aos jardins, aumentando ainda mais a atividade física e os benefícios de estar ao ar livre.

A AUP pode ser vista como um meio de melhorar as condições de vida das pessoas que vivem nas cidades e nos seus arredores. A participação em tais práticas é vista principalmente como uma atividade informal, mas em muitas cidades onde o acesso inadequado, pouco fiável e irregular aos alimentos é um problema recorrente, a agricultura urbana tem sido uma resposta positiva para resolver as preocupações alimentares. Devido à segurança alimentar que acompanha a AU, surgem frequentemente sentimentos de independência e empoderamento. Também foi relatado que a capacidade de produzir e cultivar alimentos para si próprio melhora os níveis de auto-estima ou de auto-eficácia. As famílias e as pequenas comunidades aproveitam os terrenos baldios e contribuem não só para as necessidades alimentares das suas famílias, mas também para as necessidades da cidade onde residem. O CFSC afirma que:
A jardinagem comunitária e residencial, bem como a agricultura em pequena escala, poupam dinheiro para alimentação das famílias. Elas promovem nutrição e dinheiro grátis para alimentos que não sejam de horta e outros itens. Por exemplo, pode criar as suas próprias galinhas numa quinta urbana e obter ovos frescos por apenas US$0,44 a dúzia.

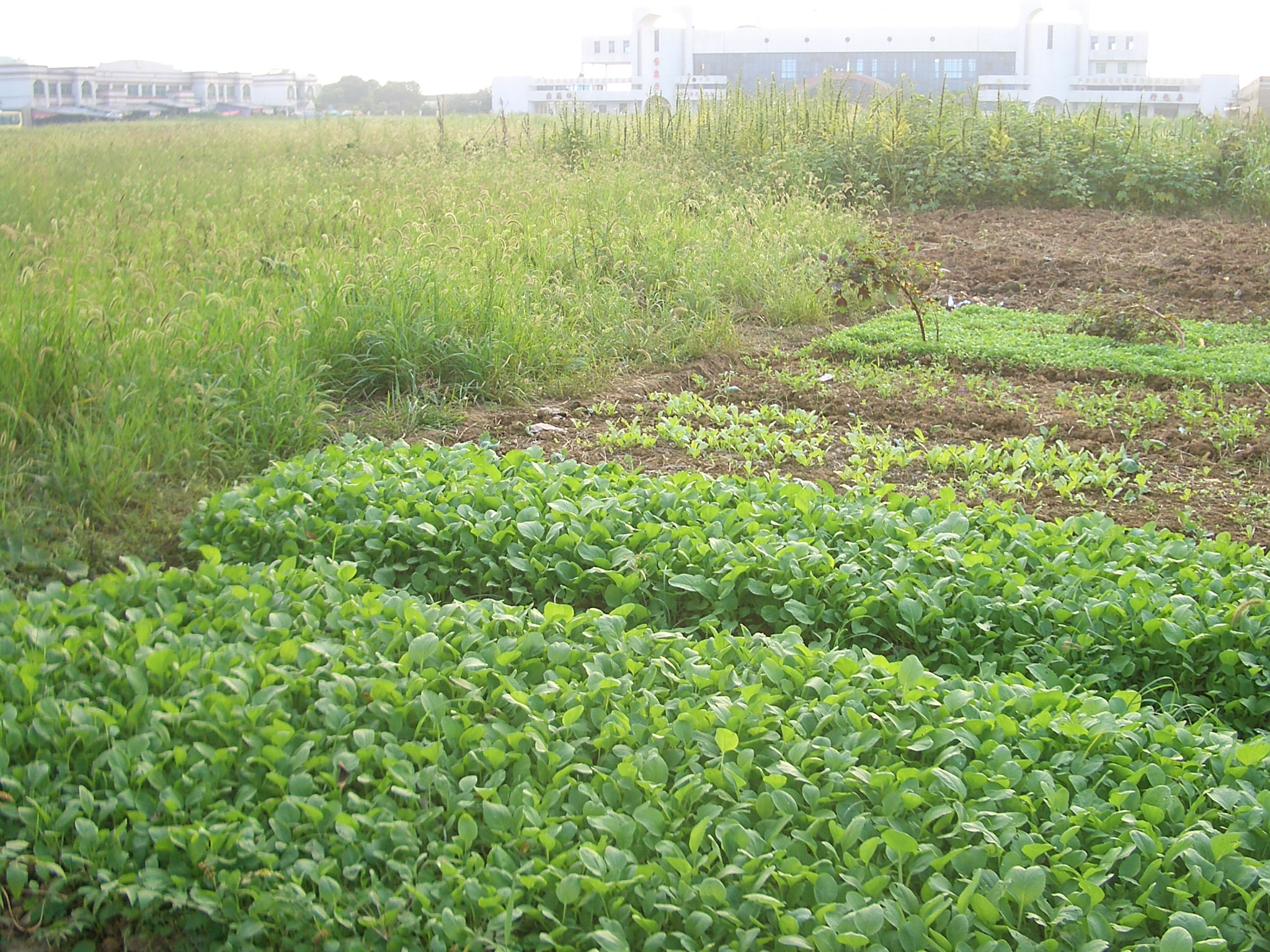
Uma horta na praça em frente à estação ferroviária de Ezhou, China.

Isto permite que as famílias gerem rendimentos maiores vendendo às mercearias locais ou aos mercados locais ao ar livre, ao mesmo tempo que abastecem o seu agregado familiar com a nutrição adequada de produtos frescos e nutritivos. Com a popularidade dos mercados agrícolas recentemente, isto permitiu um rendimento ainda maior.
Algumas explorações agrícolas urbanas comunitárias podem ser bastante eficientes e ajudar as mulheres a encontrar trabalho, que em alguns casos são marginalizadas na procura de emprego na economia formal. Estudos têm demonstrado que a participação das mulheres tem uma taxa de produção mais elevada, produzindo assim a quantidade adequada para o consumo familiar e fornecendo mais para venda no mercado.
Como a maioria das atividades de AU são realizadas em terrenos municipais vagos, têm surgido preocupações sobre a atribuição de terras e direitos de propriedade. O IDRC e a FAO publicaram as Diretrizes para a Elaboração de Políticas Municipais sobre Agricultura Urbana e estão a trabalhar com os governos municipais para criar medidas políticas bem-sucedidas que possam ser incorporadas no planeamento urbano.
Mais de um terço das famílias dos EUA, cerca de 42 milhões, participam na horticultura alimentar. Houve também um aumento de 63% na participação dos millennials na agricultura entre 2008 e 2013. As famílias dos EUA que participam em hortas comunitárias também triplicaram de 1 para 3 milhões nesse período. A agricultura urbana oferece oportunidades únicas para unir diversas comunidades. Além disso, oferece oportunidades para os prestadores de cuidados de saúde interagirem com os seus pacientes. Assim, tornando cada horta comunitária um centro que reflete a comunidade.

### Eficiência energética

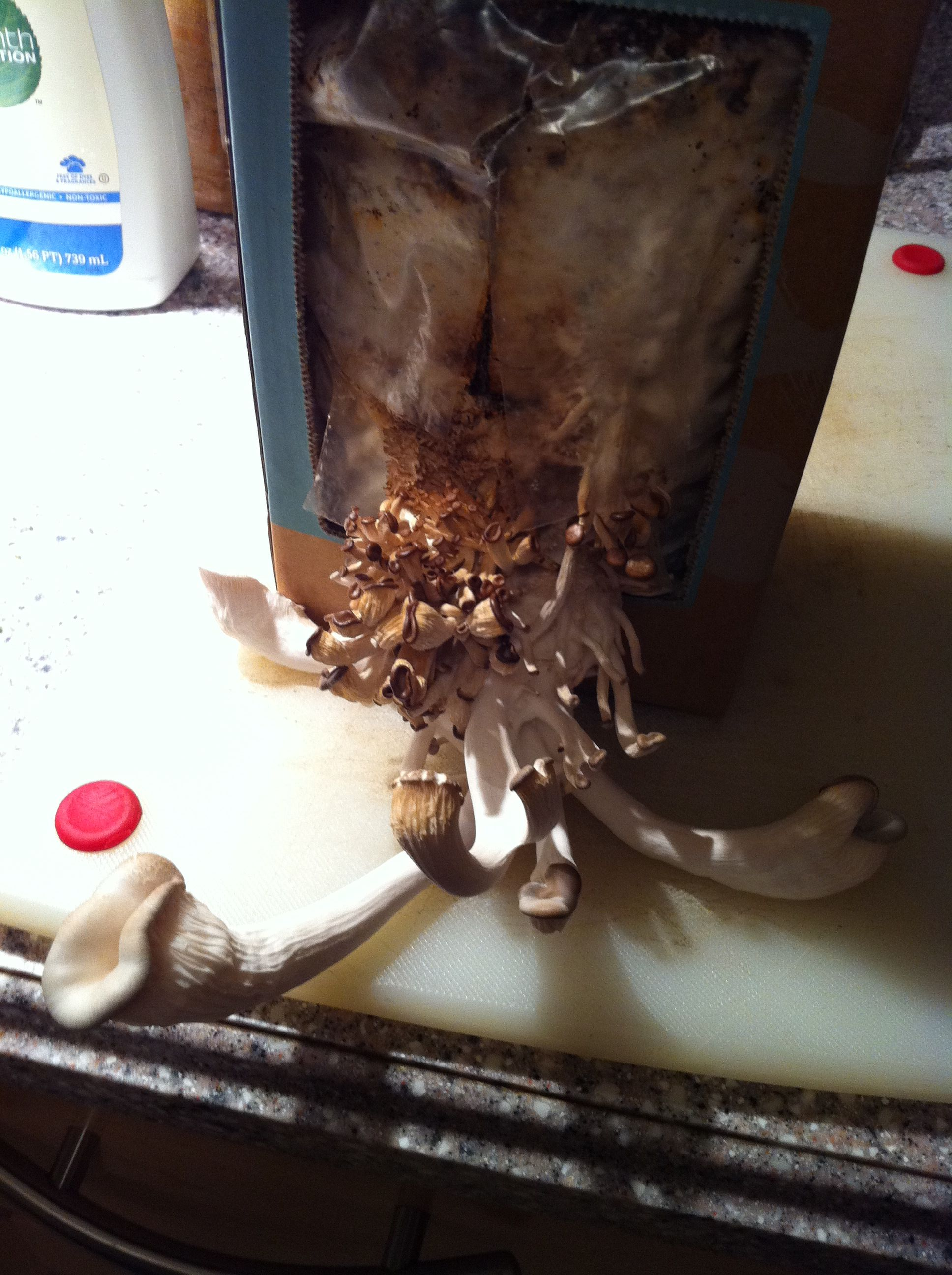
Cogumelos ostra comestíveis que crescem numa borra de café usada.

O atual sistema agrícola industrial é responsável por elevados custos energéticos para o transporte de alimentos. De acordo com um estudo realizado por Rich Pirog, diretor associado do Centro Leopold para Agricultura Sustentável da Universidade Estadual de Iowa, um produto convencional médio viaja 1.500 miles (2.400 km), usando, se transportado por reboque de trator, 3,8 litros de combustível fóssil por 45 quilos. A energia utilizada para transportar alimentos diminui quando a agricultura urbana pode fornecer às cidades alimentos cultivados localmente. Pirog descobriu que o sistema de distribuição de alimentos tradicional e não local utilizava 4 a 17 vezes mais combustível e emitia 5 a 17 vezes mais CO2do que o transporte local e regional.
Da mesma forma, num estudo realizado por Marc Xuereb e pela Region of Waterloo Public Health, estimou-se que a mudança para alimentos cultivados localmente poderia poupar emissões relacionadas com os transportes equivalentes a quase 50.000 toneladas métricas de CO2 , ou o equivalente a retirar 16.191 carros das estradas.
Em teoria, economizaríamos dinheiro, mas tudo funciona na rede elétrica da casa na maior parte do tempo. Portanto, os preços podem variar de acordo com quando você rega, ou como você rega, etc.

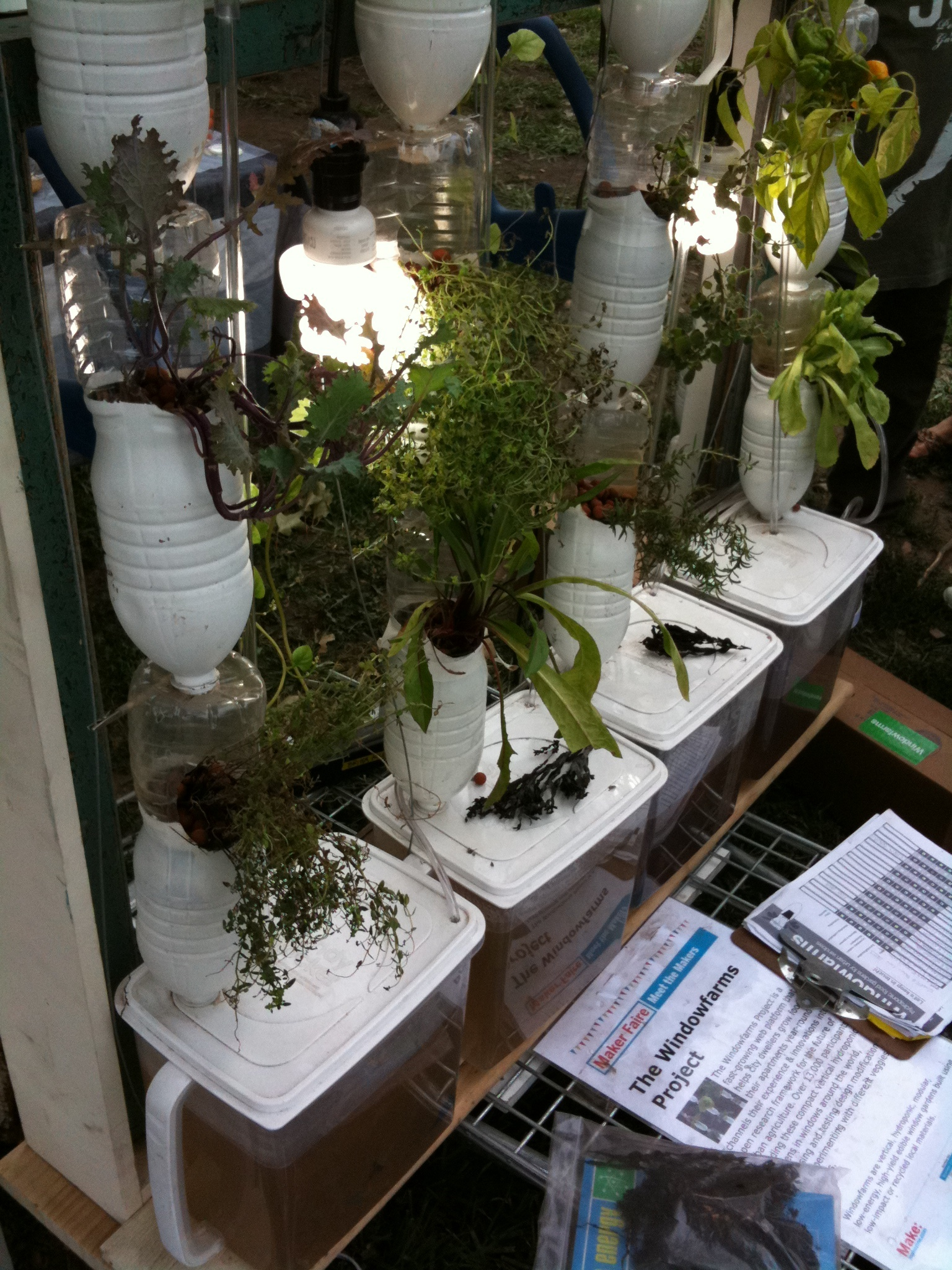
Uma quinta de janelas, incorporando garrafas plásticas descartadas em vasos para agricultura hidropónica em janelas urbanas.

### Pegada de carbono
Como mencionado acima, a natureza energeticamente eficiente da agricultura urbana pode reduzir a pegada de carbono de cada cidade, reduzindo a quantidade de transporte necessária para entregar bens ao consumidor. Essas áreas podem funcionar como sumidouros de carbono compensando parte da acumulação de carbono que é inata às áreas urbanas, onde o número de pavimentos e edifícios supera as plantas. As plantas absorvem dióxido de carbono atmosférico (CO2) e liberam oxigénio respirável (O 2) através da fotossíntese. O processo de sequestro de carbono pode ser melhorado combinando outras técnicas agrícolas para aumentar a remoção da atmosfera e evitar a libertação de CO2  durante a época da colheita. No entanto, este processo depende muito dos tipos de plantas selecionadas e da metodologia de cultivo. Especificamente, escolher plantas que não percam as folhas e permaneçam verdes durante todo o ano pode aumentar a capacidade da exploração agrícola de sequestrar carbono.

### Redução do ozono e do material particulado
A redução do ozono e de outras partículas pode beneficiar a saúde humana. A redução destas partículas e dos gases de ozono poderia reduzir as taxas de mortalidade nas áreas urbanas, juntamente com o aumento da saúde das pessoas que vivem nas cidades. Um artigo de 2011 descobriu que um telhado contendo 2.000m 2 de relva não cortada tem potencial para remover até 4.000kg de material particulado e que um metro quadrado de telhado verde seja suficiente para compensar as emissões anuais de material particulado de um carro.

### Descontaminação do solo
Os lotes urbanos baldios são frequentemente vítimas de despejos ilegais de produtos químicos perigosos e outros resíduos. Também são passíveis de acumular água parada e “água cinzenta”, que pode ser perigosa para a saúde pública, especialmente quando deixada estagnada por longos períodos. A implementação da agricultura urbana nestes terrenos baldios pode ser um método rentável para remover estes produtos químicos. No processo conhecido como Fitorremediação, as plantas e os microrganismos associados são selecionados pela sua capacidade química de degradar, absorver, converter para uma forma inerte e remover toxinas do solo. Vários produtos químicos podem ser alvo de remoção, incluindo metais pesados (por exemplo, mercúrio e chumbo), compostos inorgânicos (por exemplo, arsénico e urânio) e compostos orgânicos (por exemplo, petróleo e compostos clorados como PBCs).
A fitorremediação é uma medida amiga do ambiente, económica e energeticamente eficiente para reduzir a poluição. A fitorremediação custa apenas cerca de US$5 a US$40 por tonelada de solo descontaminado. A implementação deste processo também reduz a quantidade de solo que deve ser descartada em aterros de resíduos perigosos.
A agricultura urbana como método para mediar a poluição química pode ser eficaz na prevenção da propagação destes produtos químicos no ambiente circundante. Outros métodos de remediação frequentemente perturbam o solo e forçam os produtos químicos nele contidos a serem libertados no ar ou na água. As plantas podem ser utilizadas como método para remover produtos químicos e também para reter o solo e prevenir a erosão do solo contaminado, diminuindo a propagação de poluentes e o perigo apresentado por estes lotes.
Uma forma de identificar a contaminação do solo é através da utilização de plantas já bem estabelecidas como bioindicadores da saúde do solo. Usar plantas bem estudadas é importante porque já houve trabalhos substanciais para testá-las em diversas condições, de modo que as respostas podem ser verificadas com certeza. Estas plantas também são valiosas porque são geneticamente idênticas às culturas, em oposição às variantes naturais da mesma espécie. Normalmente, o solo urbano teve a camada superficial do solo removida e resultou em solo com baixa aeração, porosidade e drenagem. Medidas típicas da saúde do solo são biomassa e atividade microbiana, enzimas, matéria orgânica do solo (MOS), nitrogénio total, nutrientes disponíveis, porosidade, estabilidade agregada e compactação. Uma nova medição é o carbono ativo (CA), que é a porção mais utilizável do carbono orgânico total (COT) no solo. Isto contribui muito para a funcionalidade da cadeia alimentar do solo. A utilização de culturas comuns, que são geralmente bem estudadas, como bioindicadores pode ser utilizada para testar eficazmente a qualidade de uma parcela agrícola urbana antes de iniciar a plantação.

### Poluição sonora
Grandes quantidades de poluição sonora não só levam a valores de propriedade mais baixos e a uma grande frustração, como também podem ser prejudiciais para a audição e a saúde humana. O estudo “Exposição ao ruído e saúde pública” concluiu que a exposição ao ruído contínuo é um problema de saúde pública. Exemplos dos prejuízos do ruído contínuo para os humanos incluem: "deficiência auditiva, hipertensão e doença cardíaca isquémica, incómodo, distúrbios do sono e diminuição do desempenho escolar". Como a maioria dos telhados ou terrenos baldios consistem em superfícies planas e duras que refletem as ondas sonoras em vez de absorvê-las, a adição de plantas que possam absorver essas ondas tem o potencial de levar a uma grande redução na poluição sonora.

### Nutrição e qualidade dos alimentos
A ingestão diária de uma variedade de frutas e vegetais está associada à diminuição do risco de doenças crónicas, incluindo diabetes, doenças cardíacas e cancro. A agricultura urbana está associada ao aumento do consumo de frutas e vegetais, o que diminui o risco de doenças e pode ser uma forma económica de fornecer aos cidadãos produtos frescos e de qualidade em ambientes urbanos.
Os produtos das hortas urbanas podem ser considerados mais saborosos e desejáveis do que os produtos comprados em lojas o que também pode levar a uma aceitação mais ampla e a um consumo mais elevado. Um estudo de Flint, Michigan, descobriu que aqueles que participavam em hortas comunitárias consumiam frutas e vegetais 1,4 vezes mais por dia e tinham 3,5 vezes mais probabilidade de consumir frutas ou vegetais pelo menos 5 vezes ao dia (p.1). A educação baseada em hortas também pode trazer benefícios nutricionais para as crianças. Um estudo de Idaho relatou uma associação positiva entre hortas escolares e aumento da ingestão de frutas, vegetais, vitamina A, vitamina C e fibras entre alunos do sexto ano. A colheita de frutas e vegetais inicia o processo enzimático de degradação de nutrientes que é especialmente prejudicial às vitaminas solúveis em água, como o ácido ascórbico e a tiamina. O processo de branqueamento do produto para congelar ou pode reduzir ligeiramente o conteúdo de nutrientes, mas não tanto quanto o tempo gasto no armazenamento. A colheita de produtos da própria horta comunitária reduz significativamente o tempo de armazenamento.
A agricultura urbana também proporciona nutrição de qualidade às famílias de baixos rendimentos. Estudos mostram que cada dólar investido numa horta comunitária rende 6 dólares em vegetais se o trabalho não for considerado um fator de investimento. Muitas hortas urbanas reduzem a pressão sobre os bancos alimentares e outros fornecedores de alimentos de emergência, doando partes das suas colheitas e fornecendo produtos frescos em áreas que de outra forma poderiam ser desertos alimentares. O programa de nutrição suplementar para Mulheres, Bebês e Crianças (WIC), bem como o Programa de Assistência Nutricional Suplementar (SNAP), fizeram parceria com várias hortas urbanas em todo o país para melhorar a acessibilidade à produção em troca de algumas horas de trabalho voluntário de jardinagem.
Foi demonstrado que a agricultura urbana aumenta os resultados de saúde. Os jardineiros consomem duas vezes mais frutas e vegetais do que os não jardineiros. Os níveis de atividade física também estão positivamente associados à agricultura urbana. Estes resultados são vistos indiretamente e podem ser apoiados pelo envolvimento social na comunidade de um indivíduo como membro da exploração agrícola comunitária. Este envolvimento social ajudou a aumentar o apelo estético do bairro, aumentando a motivação ou eficácia da comunidade como um todo. Foi demonstrado que este aumento de eficácia aumenta o apego à vizinhança. Portanto, os resultados positivos da agricultura urbana para a saúde podem ser explicados, em parte, por fatores interpessoais e sociais que melhoram a saúde. Focar na melhoria da estética e das relações comunitárias e não apenas no rendimento das plantas é a melhor forma de maximizar o efeito positivo das quintas urbanas num bairro.

## Alguns exemplos no Brasil
- Horta do Ciclista, em São Paulo, SP[98]
- Horta das Corujas, em São Paulo, SP[99]
- Horta Comunitária da Vila Pompeia, em São Paulo, SP[98]
- Horta do Centro Cultural São Paulo (CCSP), em São Paulo, SP[98]
- Horta das Nascentes na Praça Homero Silva - Lapa, São Paulo, SP
- Cidades sem Fome[100]
- Plantio nas Tekoás
- Agricultura urbana no entorno da CEASA-PE, em Recife[101]
- HortaCorubi em Florianópolis, SC
- Horta Comunitária do Cosme Velho, RJ[102]
- Horta do Shopping Eldorado, em Pinheiros, em São Paulo[102]
- Horta das Nações, em Santo André
- Horta Orgânica Comunitária da Vila São José, em Mauá
- Horta Orgânica Comunitária de Vila Vilvaldi, em São Bernardo do Campo
- Horta Comunitária 8 de Dezembro, em Diadema
- Agrofloresta Saruê, em São Paulo